# Horsens (parochie)
Horsens is een parochie van de Deense Volkskerk in de Deense gemeente Aalborg. De parochie maakt deel uit van het bisdom Aalborg en telt 1182 kerkleden op een bevolking van 1279 (2004). 
Historisch was de parochie deel van Kær Herred. In 1970 werd de parochie opgenomen in de nieuwe gemeente Aalborg.
Ajstrup · Gåser · Hals · Hammer · Horsens · Hou · Hvorup · Lindholm · Nørresundby · Øster Hassing · Sulsted · Ulsted · Vadum · Vester Hassing · Vodskov